# Poughkeepsie
Poughkeepsie é uma cidade localizada no estado americano de Nova Iorque, no condado de Dutchess, do qual é sede. Foi fundada em 1686 e incorporada como vila em 1799, e posteriormente em 1854, como cidade.

## Geografia
De acordo com o United States Census Bureau, a cidade tem uma área de 14,8 km², dos quais 13,3 km² estão cobertos por terra e 1,5 km² por água.

## Demografia
Segundo o censo nacional de 2010, a sua população é de 32 736 habitantes e sua densidade populacional é de 2 210,4 hab/km².

## Marcos históricos
O Registro Nacional de Lugares Históricos lista 89 marcos históricos em Poughkeepsie, dos quais 5 são Marco Histórico Nacional. O primeiro marco foi designado em 15 de outubro de 1966 e os mais recentes em 14 de fevereiro de 2017. O CLEARWATER (Chalupa) é um marco da cidade.